# Cistothorus
Cistothorus – rodzaj ptaków z rodziny strzyżyków (Troglodytidae).

## Rozmieszczenie geograficzne
Rodzaj obejmuje gatunki występujące w Ameryce.

## Morfologia
Długość ciała 9–12,5 cm, masa ciała 7,1–17,7 g.

## Systematyka
Rodzaj zdefiniował w 1850 roku niemiecki ornitolog Jean Cabanis w publikacji własnego autorstwa poświęconej katalogowemu spisowi ptaków zebranych przez Ferdinanda Heinego, ze zbiorów Museum Heineanum. Gatunkiem typowym jest (późniejsze oznaczenie) strzyżyk turzycowy (C. stellaris).

### Etymologia
Cistothorus: gr. κιστος kistos ‘krzew’; θοος thoos ‘zwinny, szybki’, od θεω theō ‘pośpieszać’ (por. θουρος thouros ‘gwałtowny, porywczy’, od θρωσκω thrōskō ‘skoczyć na’).

### Podział systematyczny
Do rodzaju należą następujące gatunki:
- Cistothorus palustris (A. Wilson, 1810) – strzyżyk błotny
- Cistothorus stellaris (J.F. Neumann, 1823) – strzyżyk turzycowy
- Cistothorus meridae Hellmayr, 1907 – strzyżyk smugogrzbiety
- Cistothorus apolinari Chapman, 1914 – strzyżyk stokowy
- Cistothorus platensis (Latham, 1790) – strzyżyk nadrzeczny